# Volcán La Yeguada
El volcán La Yeguada (también conocido como Chitra-Calobre) es un complejo volcánico masivo localizado en la provincia de Veraguas, en Panamá, justo al norte de la península de Azuero.